# Liste des ambassadeurs de Guinée aux États-Unis
La liste des ambassadeurs de Guinée aux États-Unis, contient les ambassadeurs de la république de Guinée aux États-Unis.
L'ambassade est basée à Washington DC. :
| Nom                      | Mandat      | Remarques |
| ------------------------ | ----------- | --------- |
| Diallo Telli             | 1959–1961   |           |
| Seydou Conté             | 1961–1968   |           |
| Karim Bangoura           | 1969-1971   |           |
| Keita Mory               | 1971–1972   |           |
| Sadam Moussa Touré       | 1972–1974   |           |
| Habib Bah                | 1974–1976   |           |
| Daouda Kouroma           | 1977        |           |
| Ibrahima Camara          | 1977-1979   |           |
| Mohamed Laminé Condé     | 1979-1983   |           |
| Thierno Habib Diallo     | 1983–1984   |           |
| Tollo Beavogui           | 1984-1988   |           |
| Kékoura Camara           | 1988-1990   |           |
| Moussa Sangaré           | 1990-1993   |           |
| Boubacar Barry           | 1993-1996   |           |
| Mohamed Aly Thiam        | 1996-2001   |           |
| Alpha Oumar Rafiou Barry | 2002        |           |
|                          |             |           |
|                          |             |           |
| Blaise chérif            | 2011- 2014  |           |
| Mamady Condé             | 2014-2017   |           |
| Kerfalla Yansané         | 2017-2022   |           |
| Fatoumata Kaba           | Depuis 2022 |           |